# Eantea
Eantea o Eante (en llatí Oeantheia o Oeanthe, en grec antic Οἰάνθεια) era una important ciutat de la Lòcrida Ozòlia a la part occidental del golf de Crissa o golf de Corint.
Polibi diu que estava a l'altra banda de la ciutat d'Aigeira, a l'Acaia. Sembla que aquesta ciutat, a excepció de Naupacte, era la única que en temps de Pausànias, conservaven els locris ozolis com a port de mar. Pausànias diu que la ciutat tenia un temple dedicat a Afrodita i un a Artemisa en un bosquet proper. Segons la Taula de Peutinger, era a uns 30 km de Naupacte i a uns 22 d'Anticira. És la moderna Galaxidhi.